# 三津浜夜襲
三津浜夜襲（みつはまやしゅう）は、関ヶ原の戦いに絡み、1600年9月18日に伊予国三津浜（現在の愛媛県松山市古三津）周辺で東軍方の加藤勢と西軍方の毛利勢、旧河野氏家臣連合軍の間で行われた戦い。「刈屋口の戦い」「三津刈屋口の戦い」「刈屋畑の合戦」「三津浜の戦い」「竹原崩れ」「伊予の関ヶ原」など、多くの呼称がある。

## 背景
関ヶ原の戦いの混乱に乗じて伊予国での領土切り取りを謀った毛利氏は、伊予国の東軍方、加藤嘉明と藤堂高虎の領地の諸国人などに対して調略を行う。特に加藤領に対しては8月頃から準備を進め、直接の軍事行動を起こし侵攻軍を派遣した。
安芸国竹原から出陣した毛利勢は、伊予国で御家再興を狙う河野家の後継者的立場、名目的当主である宍戸景世（河野通軌に比定）を総大将格とし、他に毛利家家臣、桂元綱、宍戸景好、伊予の国人内子曽根城の旧城主曽根宣高の子である曽根景房、因島水軍の村上吉忠や、能島水軍の村上元吉ら舟数百艘、3500余騎（『能島家根本覚書』）である。
また、それに呼応した各地の河野家旧臣が一揆を起こして蜂起した。
毛利勢は9月10日に加藤家家臣・石川隆次が守る来島城（あるいは仏殿城）に攻め寄せたが堅固だったためこれを諦め、正木城（松前城）に矛先を向けた。

## 経緯
松山沖の興居島を経て9月17日に伊予国三津浜（現在の愛媛県松山市古三津）に上陸した。現地の河野氏旧臣で伊予荏原城主平岡直房らと合流し、正木城より直線距離8km余りの三津刈屋口、古三津一帯に布陣。付近の民家に散宿した。この宿陣は「殊の外、不覚の至り也」とある。（『能島家根本覚書』）
また、この時、河野家旧臣都築谷孫右衛門率いる一隊が平岡直房の居城である荏原城に移っている。
上陸した毛利勢はただちに曽根高房を正木城に使者として派遣し、豊臣秀頼の朱印状を示して正木城の明け渡しを要求する。更に9月15日付で村上武吉・元吉、宍戸景好らが連署して、正木の豪商、武井宗意らに充てて「加藤方についた場合は、妻子以下みな討ち果たすであろう」との書状を出し、自軍への協力を求めた。
要求に対し、加藤方の守将、加藤嘉明の弟加藤忠明や足立重信、佃十成らは一計を案じ、佃十成は病と偽って曽根景房に直接会わず、開城するが妻子を逃す時間が欲しいと返答した。そして近隣の百姓に酒肴を持たせ、留守居の軍勢がほとんどなく佃十成も病であるとの虚報を三津の毛利勢に伝え、さも毛利氏の侵攻を歓迎するかのような流言を行った。（『常山紀談』）。これを聞いた宍戸景世は小躍りして喜び油断したという。（「加藤嘉明伝」）
またこの時、宇和島城主の藤堂高虎方からの援軍の申し出を断っている。
その夜半から朝にかけて佃十成率いる少数の加藤勢は、数に勝る毛利勢に対し周辺に火を放ちながら夜襲をかけ、三津の刈屋畑や古三津一円で激戦の末にこれを敗走させた。
毛利勢は佃十成によって村上元吉が討ち取られ、その他曽根景房らも討ち死。宍戸景世も手傷を負うなどし、多数の将兵を失うなど大きな損害を受けた。
翌19日、都築谷孫右衛門が三津に到着して残兵を集めた上で、荏原城の城兵と連携し濫妨行為を行ったが、押し寄せた加藤勢と畠寺原で遭遇し、平岡直房らと共に久米の如来寺に立て篭もった。また、河野通軌は荏原城に篭っている。
加藤勢が如来寺を攻め寄せると平岡直房率いる河野残兵は道後山に退いたが、佃十成に手傷を負わせ、また加藤家の指揮官黒田九兵衛直次は鉄砲で撃たれて討ち死にした。後に黒田を評して加藤嘉明は、勇敢ではあるが策が足りない行為であったと述べたとされている。
さらに佃十成は怪我を押して道後山に出陣して戦った。22日夜に間者が、翌日荏原にいる都築谷孫右衛門率いる毛利兵が芸州に帰るために三津に向かおうとしていることを告げる。これを受け加藤勢も23日未明、兵を出して道後周辺あるいは三津ノ木山で最後の一戦を戦い、毛利勢は北に逃れた。加藤勢には逃げる毛利勢を追撃する余裕がなく、その夜互いに関ヶ原での西軍敗北の報を聞き、翌日、風早の浦から毛利勢は撤退した。
河野通軌は撤退後、毛利氏の家臣として仕え、山口で没したとされている。

## その他
- 詳細は不明であるが、合戦に呼応して大熊城主戒能備前や、南通具と共に河野新宮の祭司を勤めていた正岡重氏などが蜂起している。
- この合戦によって三津嚴島神社の前の社殿が燃えている。
- 毛利氏は藤堂高虎の領地には直接の侵攻を行なわなかったが、旧伊予西園寺氏の家臣の久枝氏や山田氏などの在地勢力に蜂起工作を行った。その結果、宇和郡松葉村の三瀬六兵衛が毛利氏に内通して一揆を起こし、鎮圧軍では足軽大将の力石治兵衛（力石是兵衛）が戦死するなど、一度板島へ引き上げた後に宇都宮氏の旧臣栗田宮内の働きにより、ようやく鎮圧された
- 毛利家の書状には伊予侵攻の準備が佐世元嘉、村上武吉父子、曽根景房等を中心に動いていることが読み取れ、総大将とされる宍戸景世、もしくは河野通軌の存在は見られない。
- また、『亀老山高竜寺記』に村上武吉配下として出陣した武将の中に、塩飽島として次の名がでている。
- 旗下大将 宮本佐渡守曾興、同 吉田豊後守福将、士大将 宮本佐渡守福織、番頭 宮本佐渡守福郷、同 吉田又左衛門忠寿。塩飽島は関ヶ原では東軍に付き、有力者が二手に分かれたものと思われるが三津浜の戦いに参戦した武将の結末は伝えられていない。
- おつやの方の実子という伝承がある馬場六太夫は、村上水軍の一員としてこの戦いに参戦して討死したとされる。六太夫の墓は広島県竹原市にあり、戒名は一朝智入信士。現在も六太夫の子孫を名乗る人物が居る。